# Diego Ares (claveciniste)
Pour les articles homonymes, voir Diego Ares et Ares (homonymie).
Diego Ares, né en 1983 à Vigo, est un claveciniste espagnol.

## Biographie
Diego Arès commence à étudier le piano dans sa ville natale avec Alis Jugelionis et Aldona Dvarionaitè, avant de se tourner vers le clavecin, sur lequel il se forme avec Pilar Cancio dès 1998. À dix-huit ans, il entre au Conservatoire Royal de La Haye pour approfondir son apprentissage de l’instrument ancien, études qu’il poursuit à Amsterdam, d'abord auprès de Jacques Ogg puis auprès de Richard Egarr. Après la réception d’un prix au Concours des Jeunesses Musicales d'Espagne, il entre à la Schola Cantorum Basiliensis (2004) où il suit les cours des professeurs Jörg-Andreas Bötticher et Jesper B. Christensen. En 2007, il obtient son diplôme de clavecin, avec les félicitations du jury. 
Ses premiers enregistrements sont notamment consacrés à Antonio Soler avec des sonates pour la plupart inédites (Sonatas from the Morgan Library), sous le label Harmonia Mundi, et également à Domenico Scarlatti, disques au clavecin tous deux récompensés d’un Diapason d’Or, suivis par Bach avec Les Variations Goldberg.
Il se produit à l'Abbaye de Royaumont en 2015 et dans de nombreux concerts.

## Discographie
Diego Ares a enregistré pour les labels discographiques Columna Música, Pan Classics et Harmonia Mundi.
- Bach, Concerto pour clavecin BWV 1052 ; Concerto Brandebourgeois no 5 - Orchestre de chambre de Minorque, dir. Farran James (septembre 2006, Columna Música) (OCLC 431922965)
- Soler, El Diablo vestido de fraile : Preludio nos 1, 5 et 7, Fandango - 74, 11, 18, 81, 37, 10, 96, 90, 100, 84 et minuetto de la sonate 92 - Diego Ares, clavecin Joel Katzman, Amsterdam 2009 d'après un instrument attribué à Francisco Pérez Mirabal, 1734 (12-15 mars 2009, Pan Classics PC 10201)[5] (OCLC 671252991)
- Scarlatti, Vivi felice : Sonates pour clavecin K. 11, 87, 127, 141, 175, 206, 213, 214, 235, 274, 319, 328, 422, 423, 429, 450, 454 et 455.  (2011, Pan Classics PC10258)[6] (OCLC 999577585)
- Soler, Sol de mi fortuna : Sonates inédites du manuscrit de la Morgan Library - Diego Ares, clavecin Joel Katzman, Amsterdam 2009 d'après un instrument attribué à Francisco Pérez Mirabal, 1734 (mars 2015, SACD Harmonia Mundi HMC 902232) (OCLC 973616235) — Prix de la critique de disques allemande 2016
- Bach, Variations Goldberg (mars 2017, Harmonia Mundi)[7] (OCLC 1036374178)